# Parc d'État de Portola Redwoods
Portola Redwoods State Park est un parc d'État de Californie, d'une superficie de 11 km² et situé dans le comté de San Mateo. Il a été établi en 1945 et protège des séquoias redwood. Le nom du parc a été suggéré par Aubrey Drury lors d'une réunion de la Commission du parc et a été adopté sur motion du commissaire Leo Carrillo, un descendant de membres de l'expédition Portolá.

## Description
Les ruisseaux Peters et Pescadero se rencontrent à Portola et sont les principaux cours d'eau du parc et comportent de nombreux affluents. Tip Toe Falls est une petite cascade le long du ruisseau Fall, un affluent du ruisseau Pescadero.

## Histoire
En 1924, environ 650 hectares – environ la moitié de la taille actuelle du parc – ont été légués à une loge maçonnique, qui a ensuite vendu le terrain à l’État de Californie, et le parc d’État de Portola Redwoods a officiellement ouvert ses portes sous les auspices du Département des parcs et des loisirs de Californie en 1945. Grâce aux efforts de collecte de fonds d’organisations environnementales telles que Save the Redwoods League, le parc a ensuite été agrandi pour atteindre ses dimensions actuelles.

## Équipements
Relativement éloigné et isolé, le parc offre diverses possibilités de loisirs aux visiteurs, dont des sentiers de randonnée de longueur et de difficulté variables. Par exemple, le sentier Old Tree (aller-retour de 1,9 km) donne accès au séquoia éponyme, réputé pour sa longévité (estimée à 1200 ans) et sa hauteur de plus de 91 m. La boucle plus longue de Peters Creek offre aux routards et aux randonneurs (19,2 km aller-retour) la possibilité d’observer certains des séquoias les plus anciens et les plus hauts de la région de la baie de San Francisco.

Le parc d'État de Portola Redwoods contient un petit camping de camping-car d'environ 50 places, quatre campings de groupe et 6 sites de sentiers au Slate Creek Trail Camp. 

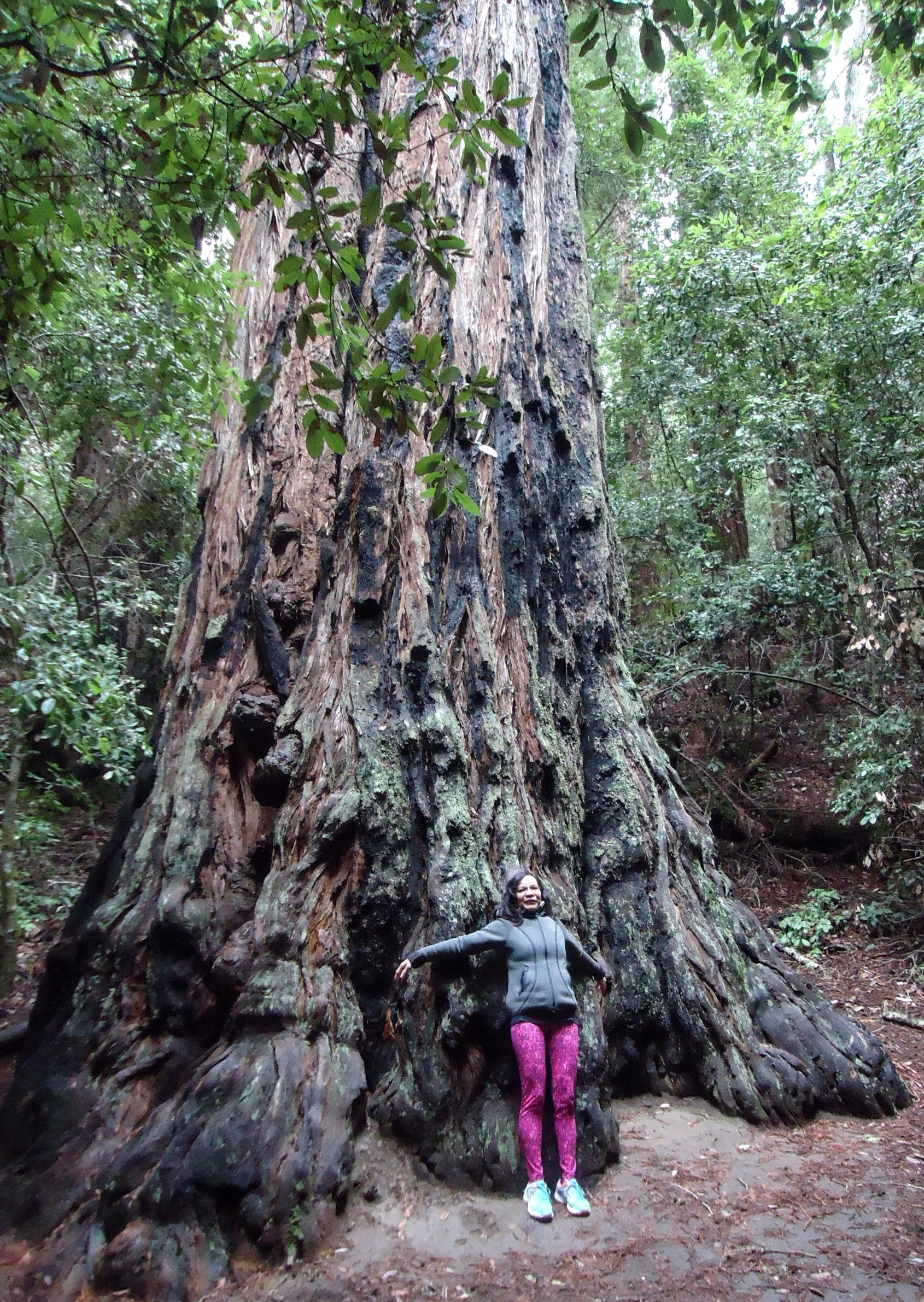
The Old Tree
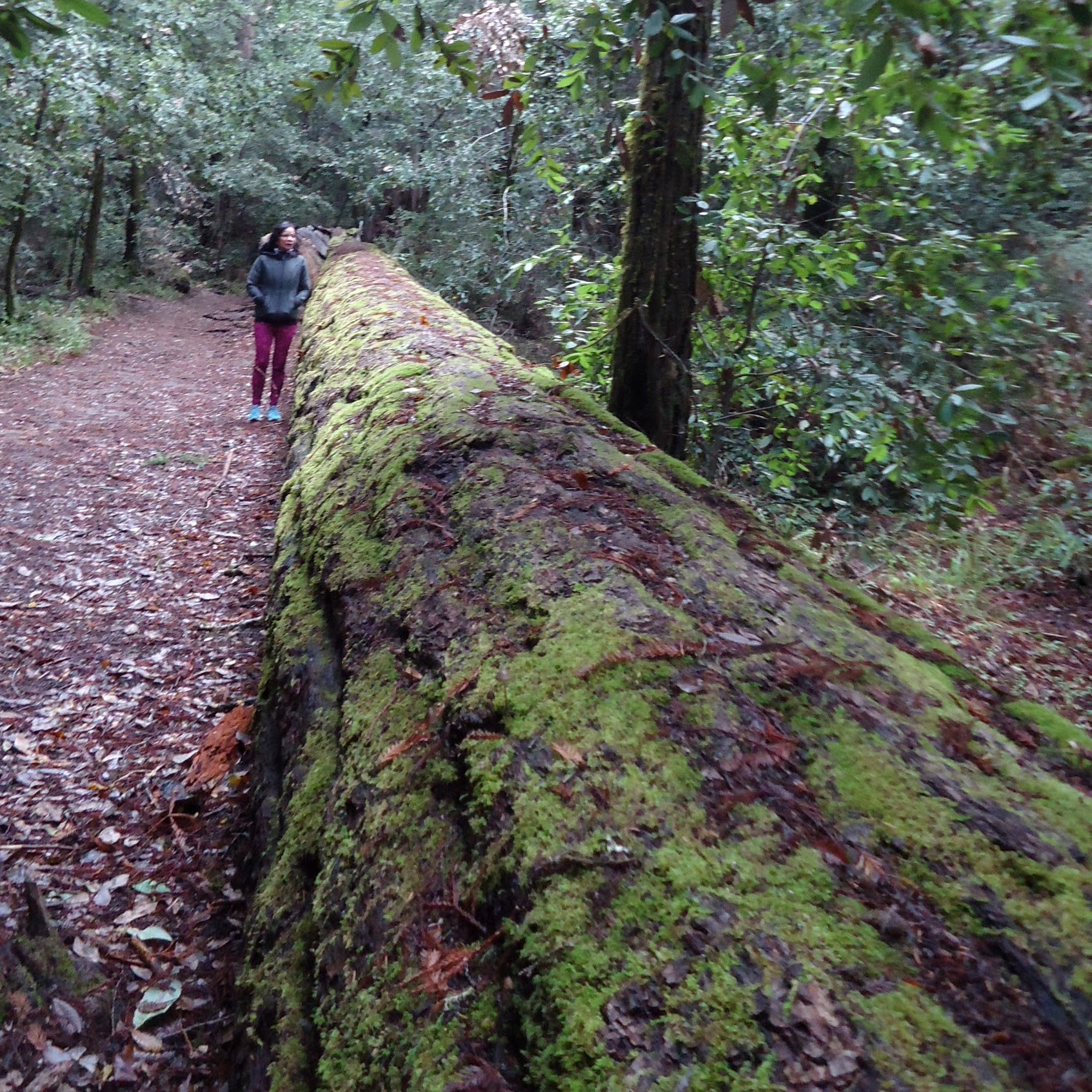
Sequoia tombé
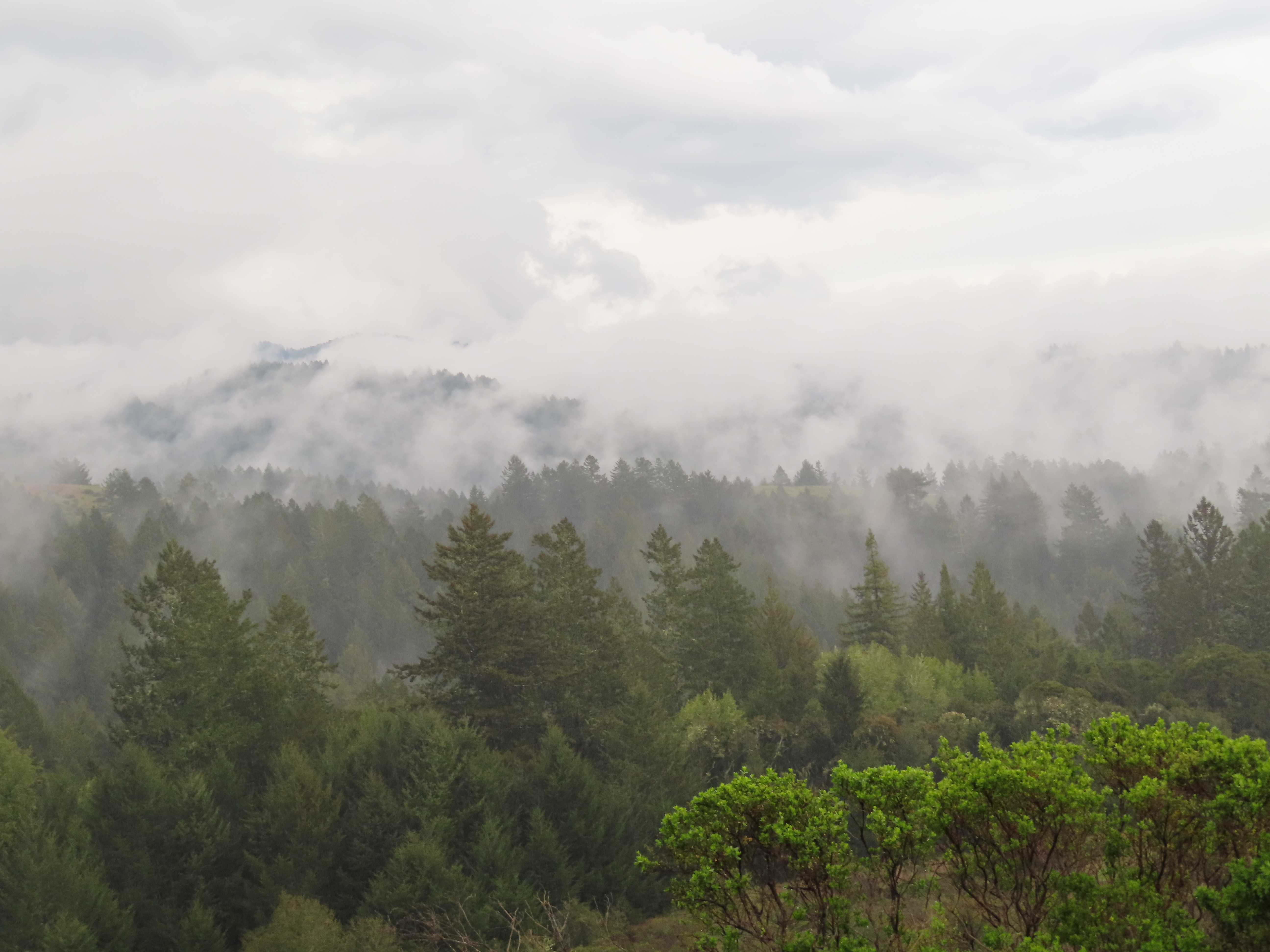
Forêt de Portola
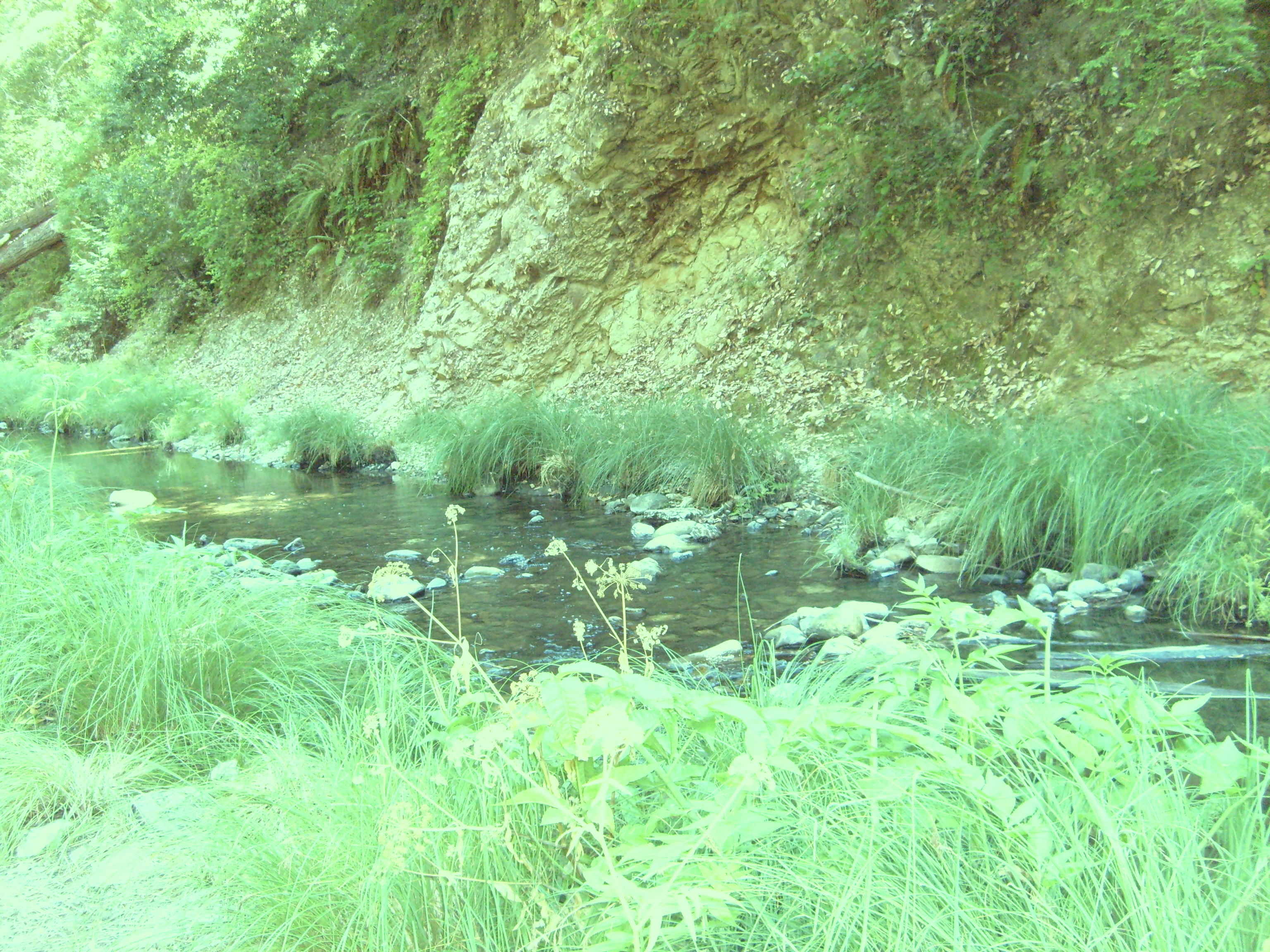
Rivière
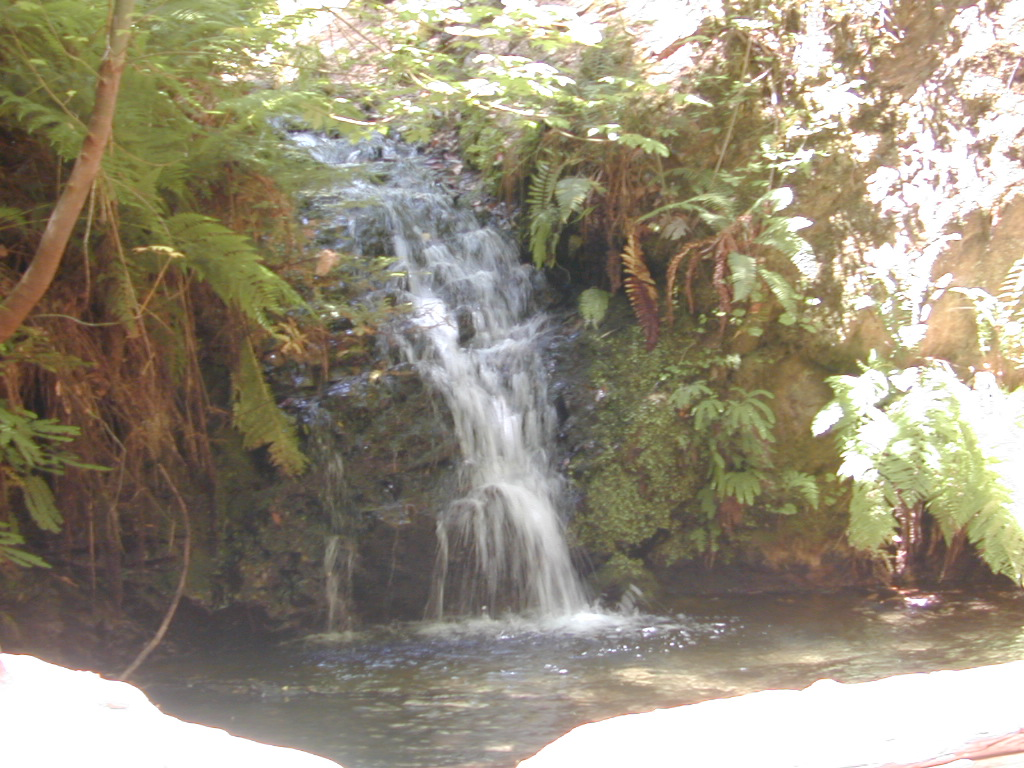
TipToe Falls
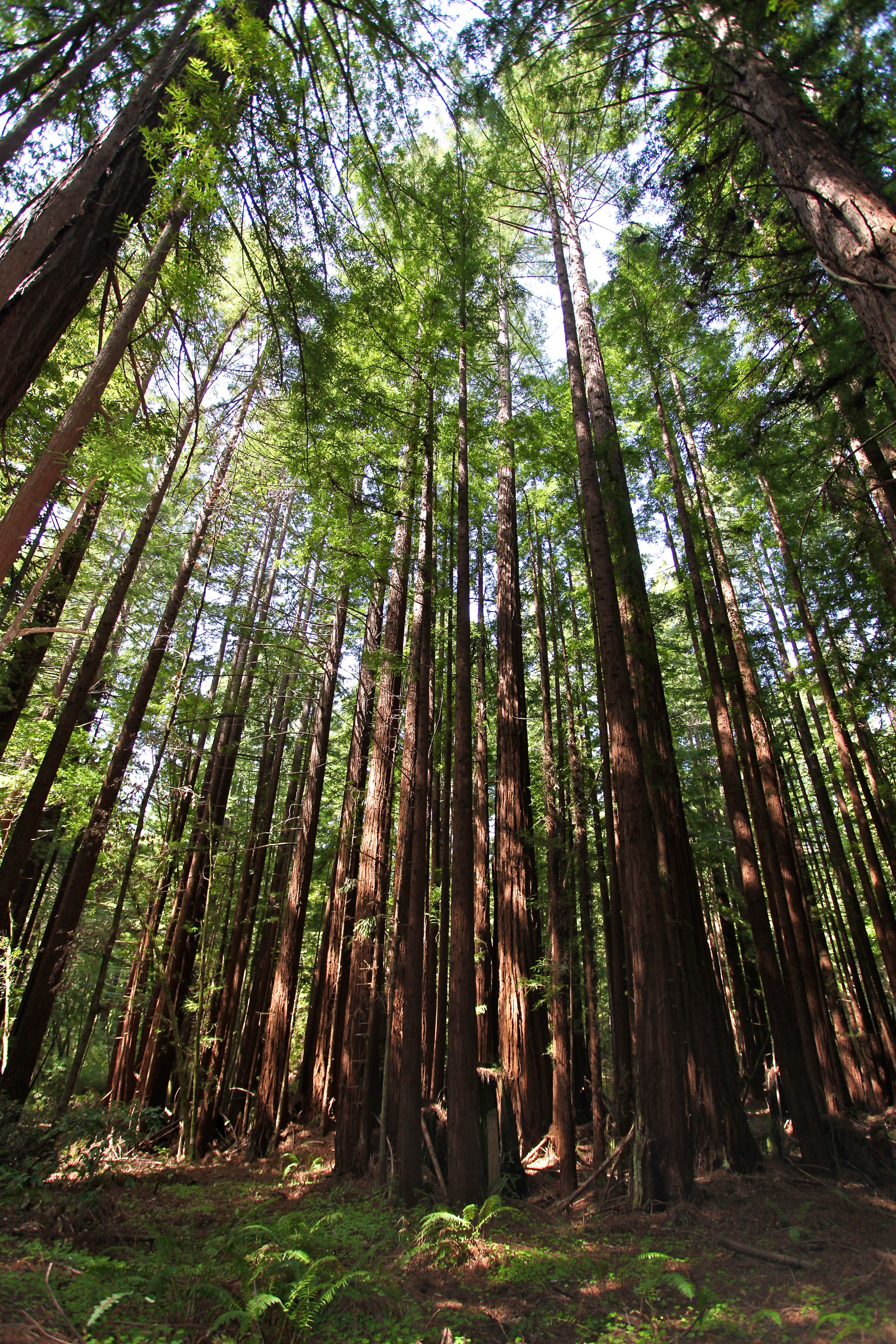
Bosquet de sequoias